# Carloalberto Giordani
Pour les articles homonymes, voir Giordani.
Carloalberto Giordani (né le 24 octobre 1997 à Isola della Scala) est un coureur cycliste italien, spécialiste de la piste.

## Biographie
En 2015, Carloalberto Giordani termine troisième de la course à l'américaine (avec Imerio Cima) aux mondiaux sur piste juniors (moins de 19 ans). Entre 2016 et 2018, il est membre de l'équipe Colpack. En 2019, il remporte la médaille d'argent sur la poursuite par équipes aux Jeux européens de Minsk avec Francesco Lamon, Davide Plebani, Liam Bertazzo et Stefano Moro. En 2021, lors de la manche de Coupe des Nations à Saint-Pétersbourg, il remporte la course à l'élimination et termine deuxième de la poursuite par équipes.
Il court pour l'équipe continentale italienne Biesse-Arvedi de 2020 à 2022, sans obtenir de résultats notables sur route. À l'issue de la saison 2022, il met un terme à sa carrière de coureur.

## Palmarès sur route
- 2016
  - 2e de la Targa Libero Ferrario
- 2017
  - 3e de la Coppa Caduti Nervianesi
- 2018
  -  Champion d'Italie du contre-la-montre par équipes espoirs[1]
  - 3e du Trophée Lampre
- 2019
  - Gran Premio Osio Sotto
  - Coppa Comune di Livraga
  - 2e de la Medaglia d'Oro Nino Ronco
  - 2e du Gran Premio Sannazzaro
- 2022
  - 2e de la Coppa Caduti Nervianesi
  - 3e du Trophée de la ville de Castelfidardo

## Palmarès sur piste

### Championnats du monde
- Hong Kong 2017
  - 24e de la poursuite individuelle[2]

### Championnats du monde juniors
- Astana 2015
  -  Médaillé de bronze de l'américaine

### Coupe du monde
- 2019-2020
  - 2e de la poursuite par équipes à Milton

### Coupe des nations
- 2021
  - 1er de la course par élimination à Saint-Pétersbourg
  - 2e de la poursuite par équipes à Saint-Pétersbourg

- 2022
  - 2e de la poursuite par équipes à Milton

### Jeux européens
| Édition / Épreuve | Poursuite par équipes |
| Minsk 2019        | Argent                |

### Championnats nationaux
- 2014
  - 3e du championnat d'Italie de poursuite par équipes juniors
- 2015
  - 2e du championnat d'Italie de poursuite par équipes juniors
  - 2e du championnat d'Italie de l'américaine juniors
- 2016
  - 2e du championnat d'Italie de course aux points